# Trio II
Trio II är det andra gemensamma albumet av Emmylou Harris, Linda Ronstadt och Dolly Parton och släpptes den 9 februari 1999.
Efter framgången 1987 med Trio som sålde platina flera gånger om och vann en Grammy, bestämde de sig till slut för att göra en uppföljare i mitten av 1990-taler.
Fem av tio låtar låg först, utan Dolly Parton, på Linda Ronstadts album Feels Like Home som kom ut 1995.  Dessa fem låtar var "Lover's Return", "High Sierra", en cover på Neil Youngs "After the Gold Rush" (med Valerie Carter), "The Blue Train" och titelspåret på Linda Ronstadts album, samt den av Randy Newman skrivna låten "Feels Like Home".  Albumet nådde som högst placeringen #4 på Billboards countryalbumlista och #62 på Billboards huvudalbumlista.
Låtarna spelades in 1994 av Dolly Parton, Linda Ronstadt och Emmylou Harris, men skivbolagstvister och problem med scheman kom återigen i vägen och sköt upp albumsläppet. Linda Ronstadt remixade fem av låtarna (utan Dolly Partons röst) för albumet Feels Like Home, eftersom hon lovat sitt skivbolag ett album och inte kunde vänta när albumet blev uppskjutet. 
1999, då Dolly Parton och Emmylou Harris gått skilda vägar från respektive skivbolag, beslutade de sig för att släppa albumet som det ursprungligen spelades in. Inga hitsinglar ingick (USA:s mainstreamcountryradio hade sedan några år dragit in artister äldre än 50 från sina spellistor mot slutet av 1990-talet). Albumet fick en guldskiva av RIAA den 15 november 2001, och fick en Grammy Award år 2000.
Barndomsfotografier på Emmylou Harris, Dolly Parton och Linda Ronstadt användes på albumavslaget, då det blev svårt att ta nya fotografier eftersom artisterna, särskilt Parton och Harris, var extremt upptagna. Trots detta fanns det tid för en kort marknadsföringsturné för albumet i början av 1999, och för att spela in en musikvideo till "After The Gold Rush" i en synagoga i New York City i januari 1999.
"Softly & Tenderly" spelades in till albumet, men togs bort. Den lades 2007 på Emmylou Harris samlingsboxalbum Songbird: Rare Tracks and Forgotten Gems. Den finns även med på bonus skivan med överblivet material och alternativa tagningar som igår i samlingsboxen 'Trio: The Complete Collection', vilken även inkluderar deras första två album.
"Waltz Across Texas Tonight", skriven av Emmylou Harris själv, var även den menad att inkluderas på albumet men togs bort. Den återkom dock snart nog på hennes album 'Wrecking Ball' 1995. Denna gång hade den ett mer rockinspirerat arrangemang och hon ? den tillsammans med Rodney Crowel.
I en intervju från 2016 berättar Harris att hon bad att låten skulle tas bort från albumet då hon inte kände sig säker på sin talang som sångskrivare. Hon säger även att hon i efterhand ångrade beslutet, och därför var väldigt glad att originalversionen av låten skulle inkluderas på Trios samlingsalbum och på så sätt nå deras publik till slut.

## Låtlista
1. "Lover's Return" (A.P. Carter, Maybelle Carter, Sara Carter) – 4:00
2. "High Sierra" (Harley Allen) – 4:21
3. "Do I Ever Cross Your Mind?" (Dolly Parton) – 3:16
4. "After the Gold Rush" (Neil Young) – 3:31
5. "The Blue Train" (Jennifer Kimball, Tom Kimmel) – 4:57
6. "I Feel the Blues Movin' In" (Del McCoury) – 4:31
7. "You'll Never Be the Sun" (Donagh Long) – 4:43
8. "He Rode All the Way to Texas" (John Starling) – 3:07
9. "Feels Like Home" (Randy Newman) – 4:47
10. "When We're Gone, Long Gone" (Kieran Kane, James Paul O'Hara) – 4:00